# A Sailor's Guide to Earth
A Sailor's Guide to Earth è il terzo album in studio del cantautore statunitense Sturgill Simpson, pubblicato nel 2016.
Nell'ambito dei Grammy Awards 2017 il disco ha ricevuto la candidatura nella categoria album dell'anno.

## Tracce
1. Welcome to Earth (Pollywog) – 4:53
2. Breakers Roar – 3:33
3. Keep It Between the Lines – 4:01
4. Sea Stories – 3:17
5. In Bloom (Nirvana cover) – 4:01
6. Brace for Impact (Live a Little) – 5:49
7. All Around You – 3:36
8. Oh Sarah – 4:15
9. Call to Arms – 5:30